# Bulolia ocellata
Bulolia ocellata är en spindelart som beskrevs av Zabka 1996. Bulolia ocellata ingår i släktet Bulolia och familjen hoppspindlar. Inga underarter finns listade.